# 桐生順平
桐生 順平（きりゅう じゅんぺい、1986年10月7日 - ）は、福島県石川郡古殿町出身の競艇選手。登録番号4444。身長161cm、体重50kg、血液型AB型。100期。埼玉支部所属。兄に元・競輪選手の桐生卓也、同期に青木玄太、松尾昂明、鎌倉涼、平高奈菜、川野芽唯らがいる。義兄（妻・絵美の兄）は競輪選手の佐藤慎太郎である。

## 来歴
- 学校法人石川高等学校卒業。高校時代は自転車競技部に所属し、全国大会出場の経験を持つ。
- やまと競艇学校時代、リーグ戦勝率7.37（準優出7、優出6、勝率1位）の成績を残して、卒業記念競走に優出（3着）した。
- 2007年5月17日、戸田競艇場でデビュー（3着）。5月20日、4日目第6レースで初勝利（6走目）。
- 2008年12月7日、戸田競艇場での「ボートピア岡部カップ 開設7周年記念」で初優出（5着）。
- 2011年1月25日、宮島競艇場での「GI共同通信社杯 新鋭王座決定戦」でGI初出場。同日、第2レースでGI初勝利[2]。
- 2011年5月24日、尼崎競艇場での「SG第38回笹川賞」でSG初出場。27日、4日目第1レースでSG初勝利[3]。
- 2011年8月18日、戸田競艇場での「第34回戸田ボート大賞サンケイスポーツ杯」で初優勝（優出22回目）。
- 2012年5月27日、浜名湖競艇場での「SG第39回笹川賞」でSG初優出（6着）[4]。
- 2014年9月28日、地元戸田競艇場での「GI第1回ヤングダービー」でGI初優勝（3艇フライングによる恵まれ）[5]。
- 2015年3月22日、尼崎競艇場での「SG第50回総理大臣杯」でインから逃げ切り、SG初優勝[1]。
- 2015年4月9日、大村競艇場での「GI開設63周年記念・海の王者決定戦」優勝戦において、インからコンマ02のフライングを犯し、2016年1月29日までの間のGI及びGIIで出場停止となった。このため前年度覇者であったヤングダービーは出場資格を喪失。
- 2016年2月9日、多摩川競艇場での「GI第61回関東地区選手権」で、4コースからST01のまくり差しを決め、GI復帰戦を優勝で飾った。
- 2016年5月19日、平和島競艇場で行われた「GIトーキョー・ベイ・カップ・開設62周年記念」で1号艇1コースから逃げて、初の周年タイトル制覇。
- 2016年11月14日、尼崎競艇場で開催された「GI開設64周年記念・尼崎センプルカップ」優勝戦にて逃げを決め、2016年3回目のGI優勝。
- 2017年1月30日、戸田競艇場で行われた開設60周年記念「GI戸田プリムローズ」において、初の地元周年を獲得。
- 2017年3月20日、児島競艇場で行われた「SG第52回総理大臣杯」で、2連率84.2%（1月14日使用開始）の47号機を引き、予選トップからの優勝を果たす。
- 2017年12月24日、住之江競艇場で行われた「SG第32回賞金王決定戦」において、1号艇・1コースからコンマ16のスタートを決めて逃げ切り、賞金王決定戦初優勝。埼玉支部初の賞金王に輝き、2017年の最優秀選手・最多賞金獲得選手（2億1224万1000円）・記者大賞を受賞した[6]。
- 2018年3月30日、蒲郡競艇場において行われた「GI開設62周年記念（オールジャパン竹島特別）」で優勝（7個目のGIタイトル）。
- 2021年9月11日、桐生競艇場で行われた「GⅠ開設65周年記念 赤城雷神杯」で優勝。
- 2022年2月1日、戸田競艇場で行われた65周年記念G1「戸田プリムローズ」で、１号艇からコンマ20のトップスタートを決め優勝。デビュー通算1000勝目で、G1通算14回目の優勝をあげた[7]。
- 2022年12月6日、下関競艇場で行われた開設68周年記念「競帝王決定戦」の優勝戦。イン逃げを決め、G1通算15度目の優勝を飾る[8]。
- 2024年10月27日、戸田競艇場で行われたSG第71回ボートレースダービーの優勝戦で、3コースからまくりを決めて優勝。ダービおよび地元水面でのSG初制覇となった[9]。

## エピソード
- 競輪選手の佐藤慎太郎は義理の兄に当たる。妻は義理の兄と異なり競艇選手を目指していたが、断念している[10]。